# Primula auricula
Pour les articles homonymes, voir Auricule.
Oreille d'ours
Espèce
Classification phylogénétique
Primula auricula, appelée Oreille d'ours comme l'épiaire laineuse, parfois Primevère auricule ou simplement auricule, est une espèce de plantes à fleurs de la famille des Primulaceae. C'est une plante vivace formant une rosette de feuilles, parfois blanc farineux et faiblement charnues. Elle est originaire des régions alpines (Alpes occidentales, Jura, Vosges, Tatras). C'est une espèce très rustique.
Une récente étude a permis de distinguer deux espèces, non interfécondables. La seconde est donc désormais identifiée comme espèce Primula lutea dans sa distribution sud-orientale (Alpes orientales, Apennins et Carpates).

## Caractéristiques
- Feuilles persistantes de 6 à 12 cm de long, entières à bord lisse, obovales, spatulées et arrondies, de couleur vert pâle à gis-vert pâle.
- Floraison : printemps. Ombelles formées de 2 à 30 fleurs aplaties de 15 à 25 mm de diamètre, jaune foncé et parfumées.
- Taille : 20 cm de haut pour 25 cm de diamètre.

Il existe une variété P. albocincta, à feuilles gris vert marginées de blanc, et originaire des Dolomites.

## Cultivars
La primevère auricule fut prisée de cultivateurs et collectionneurs dès le XVIe siècle, notamment dans la région de Liège, et reste populaire en Angleterre,,,,, où elle a été représentée par Augusta Innes Withers, peintre botaniste.

### Histoire[7]

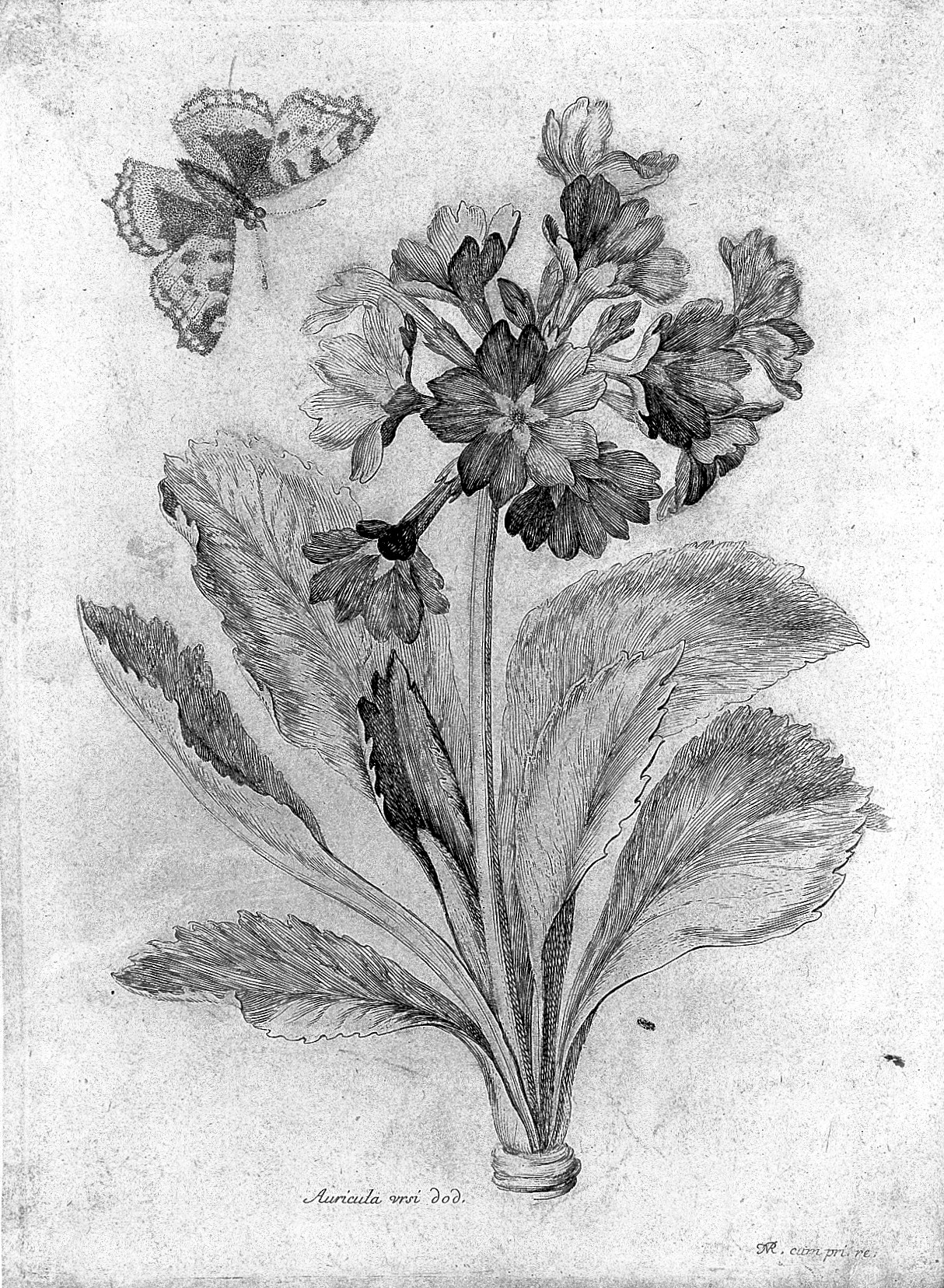
Nicolas Robert, 1660, pour le Recueil de vélin de la Bibliothèque du Roi, aujourd'hui conservé au Muséum national d'histoire naturelle.

Ramenée des Alpes des environs d'Innsbruck, les premières plantes furent cultivées dans le jardin des plantes de Vienne dès le XVIe siècle par le botaniste Charles de L'Écluse. Elle se répandit à travers toute l'Europe dès le XVIIe siècle, où on la retrouve dans des peintures flamandes dès le début du siècle. Elle sera ramenée par des tisserands exilés en Angleterre. Elle est notamment présentée à la Cour de France en 1685.
Au XIXe siècle dans la région de Liège, elle suscitera une véritable passion, qui n'était pas sans rappeler la tulipomanie du XVIIe siècle, donnant notamment leur nom à diverses variétés. Jusqu'à 1 000 variétés seront recensées. Les habitants y présentent notamment leurs collections en de petits gradins aux fenêtres ou sur les balcons, dénommés "Théâtres d'Auricules". Ces "théâtres" de 5 ou 6 gradins disposent généralement d'un fond peint. La mode gagnera Paris vers 1850, mais déclinera sur le continent peu après.
Il reste quelques passionnés dans la région de Liège et en Normandie.
Les auricules sont toujours l'objet de collections en Angleterre et certains pays anglo-saxons (voir notamment "liens externes" ci-dessous). De nombreuses variétés disparurent d'Angleterre dans l'entre-deux-guerres. Environ 200 sont toujours recensées.
L'Oreille d'ours est représentée sur la pièce de 5 eurocents d'Autriche.

### Écologie et culture[10]
- La culture doit être réalisée sur un sol frais et drainé, riche en humus, éventuellement calcaire.
- Floraison au printemps.

## Statut de protection
En France, l'espèce est protégée sur l'ensemble du territoire métropolitain.

## Quelques photos de cultivars

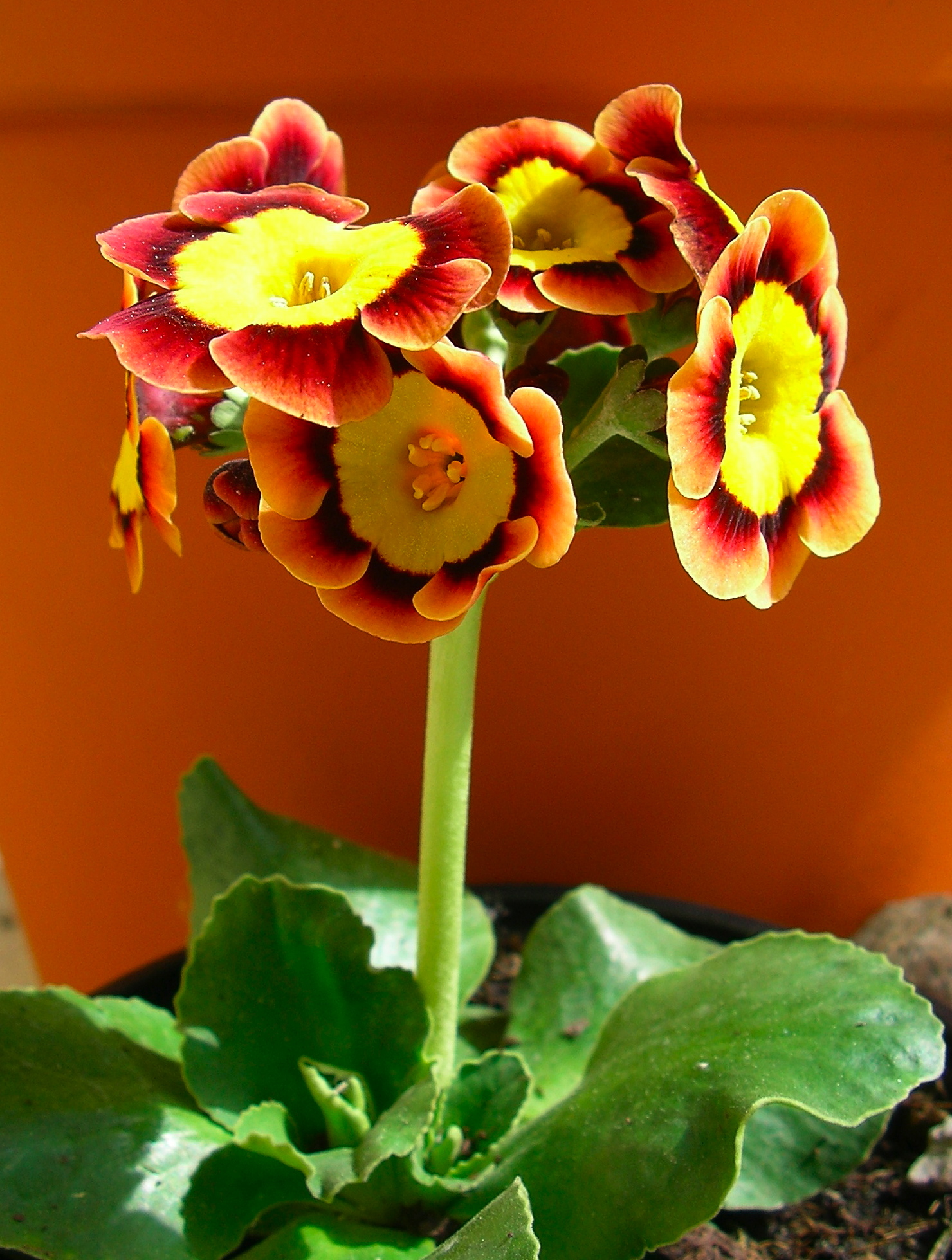
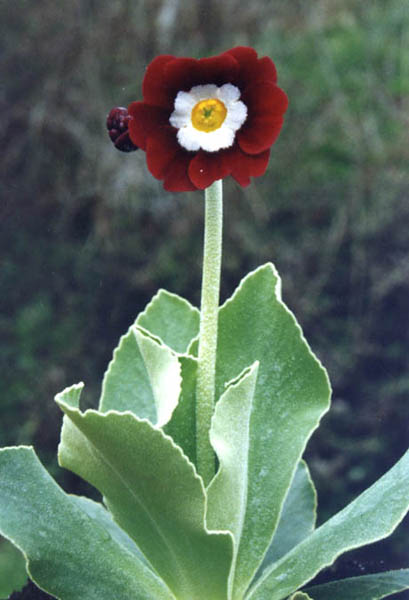
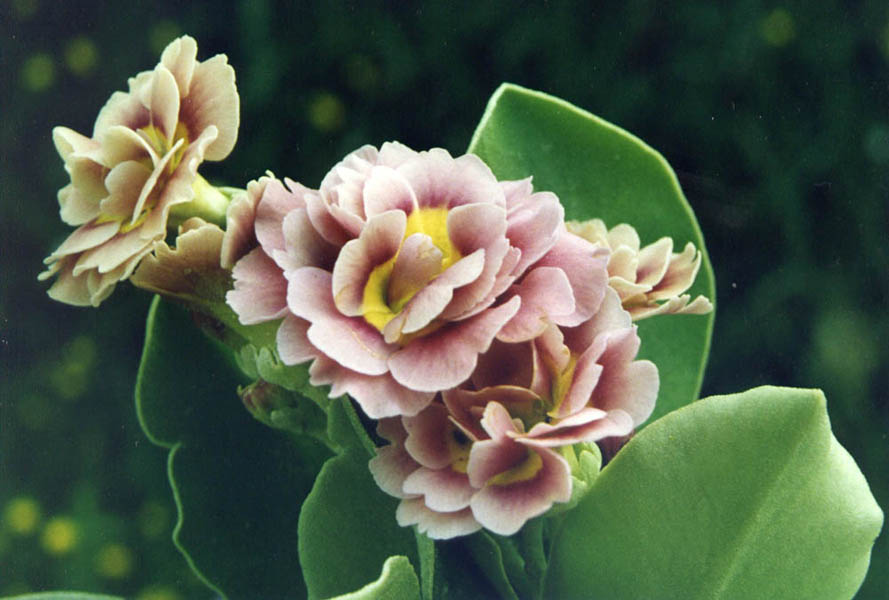
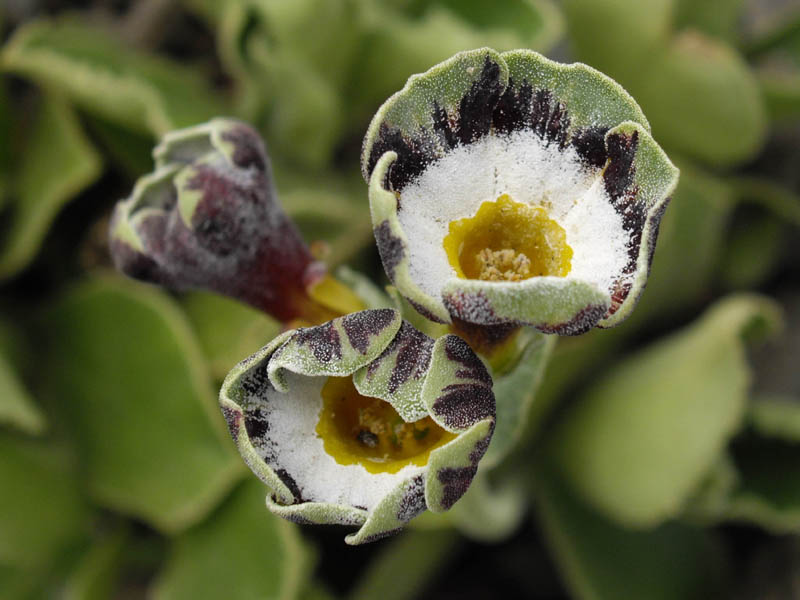